# W poszukiwaniu odpowiedzi
W poszukiwaniu odpowiedzi (tyt. oryg. Question Quest) – czternasty tom cyklu Xanth amerykańskiego pisarza Piersa Anthony’ego. Po raz pierwszy ukazał się w 1991 roku, w Polsce przetłumaczony przez Przemysława Bandela i wydany przez Dom Wydawniczy „Rebis” w 1995 roku.